# Blockade Runner
Blockade Runner est un jeu vidéo développé et édité par Interphase, sorti sur les consoles Intellivision en 1983 et ColecoVision en 1984. Des versions Atari 2600 et Commodore 64 ont été annoncées mais ne sont jamais sorties.

## Synopsis
Vous êtes le commandant d'une flotte de vaisseaux de transport venus ravitailler la Terre, assiégée par des ennemis extraterrestres. Vous devez vous forcer le blocus et vous frayer un chemin à travers les champs de mines et d'astéroïdes pour amener vos provisions vitales à bon port.

## Système de jeu
Il s'agit d'un jeu de tir en vision subjective en pseudo-3D depuis le cockpit d'un vaisseau spatial. Il s'inspire de Star Raiders et Starmaster sur Atari 2600. Le joueur doit guider son vaisseau à travers une ceinture d'astéroïdes, en tirant sur les mines et les vaisseaux ennemis. Des cristaux de glace apparaissant de temps en temps permettent de ravitailler et refroidir les boucliers. L'écran de contrôle indique la distance restant à parcourir, le nombre de collisions et de ravitaillements, les dégâts subis, les vaisseaux restants, le nombre de mines détruites, et d'autres informations.

## Développement
Le jeu est écrit par Stephen Willey, unique développeur indépendant derrière le studio Interphase.